# Tre systrar & en mamma
Tre systrar & en mamma är en amerikansk romantisk komedi från 2007, regisserad av Michael Lehrmann. I filmen medverkar bland andra Diane Keaton och Mandy Moore. Den  hade amerikansk premiär 2 februari 2007 och svensk premiär 5 april samma år.

## Handling
Daphne Wilder har tre underbara döttrar, Milly, Maggie och Mae, varav två redan är gifta. Men lillasyster Milly verkar inte hitta rätt på kärleksstigen så mamma Daphne beslutar sig för att hjälpa till. Något som bara inte kan sluta gott ...

## Medverkande
- Diane Keaton - Daphne Wilder
- Mandy Moore - Milly Wilder
- Gabriel Macht - Johnny Dresden
- Lauren Graham - Maggie Wilder-Decker
- Piper Perabo - Mae Wilder
- Stephen Collins - Joe Dresden, Johnnys far
- Ty Panitz - Lionel Dresden, Johnnys son
- Colin Ferguson – Derek Decker, Maggies make